# Pelješac-Brücke
Die Pelješac-Brücke (kroatisch Pelješki most) ist eine zweispurige Straßenbrücke in Schrägkabel-Bauweise über eine Meereszunge der Adria im Süden Kroatiens, die am 26. Juli 2022 eröffnet wurde. Mit dem Bau der Pelješac-Brücke wurde eine innerkroatische Straßenverbindung zwischen Süddalmatien mit Dubrovnik und dem Rest des Landes geschaffen.
Nach einem abgebrochenen ersten Projekt begann der Bau der Brücke am 30. Juli 2018. Bis zur Eröffnungsfeier am 26. Juli 2022 wurden bis auf die Umfahrung von Ston auch alle Zufahrtsstraßen fertiggestellt, letztere folgte im April 2023.

## Finanzierung
Die Baukosten betrugen 418 Mio. Euro, davon wurden 355 Mio. Euro, also 85 % von der EU finanziert mit dem Europäischen Fonds für regionale Entwicklung (EFRE). Die Brücke gehört derzeit zu den größten Infrastrukturen Kroatiens und ist eine der umfangreichsten Infrastrukturinvestitionen der EU überhaupt.

## Zweck
Sie überbrückt die Bucht von Mali Ston und verbindet somit die Gespanschaft Dubrovnik-Neretva mit dem Rest Kroatiens unter Umgehung des Neum-Korridors. Durchreisende auf dem Weg nach Süden mussten zuvor bei der Ortschaft Neum auf wenigen Kilometern bosnisch-herzegowinisches Staatsgebiet durchqueren und dazu zweimal eine EU-Außengrenze mit entsprechenden Personen- und Zollkontrollen passieren, was insbesondere für den Transitverkehr nachteilig war. Die Staus und Hindernisse haben nicht nur den Zustrom von Bürgern und Touristen beeinträchtigt, sondern auch den reibungslosen Warenverkehr und den Zugang zu Dienstleistungen. Die Brücke würde Tausende von Arbeitsplätzen vor Ort schaffen und die Wirtschaft von Süddalmatien ankurbeln, erklärte Morena Marinković vom Kroatien-Referat der Generaldirektion Regionalpolitik und Stadtentwicklung (DG REGIO) der Europäischen Kommission.
Zudem erleichtert die Brücke den Zugang zu den Inseln im Süden Kroatiens und soll somit zur Revitalisierung der Gegend von Pelješac und der Neretva-Gegend beitragen und negativen demographischen Trends entgegenwirken. Insbesondere die Bevölkerung auf den Inseln Korčula, Lastovo und Mljet, aber auch die Bevölkerung von Dubrovnik erhält durch die Pelješac-Brücke bessere Verbindungen zum Festland und zu anderen kroatischen Städten. Die Bewohner des südlichsten Teils Kroatiens erhalten außerdem besseren Zugang zu Bildungs- und Gesundheitseinrichtungen auf dem kroatischen Festland.
Laut Marko Žmirak, dem Gründer des Zentrums für Jugendkarrieren in Dubrovnik würde sich vor allem für die jüngeren Einwohner von Süddalmatien die Lebensqualität erheblich verbessern. Sie könnten von Dubrovnik aus viel schneller Ziele in Kroatien erreichen. Außerdem wird der Bau der Pelješac-Brücke zum Beitritt Kroatiens zum Schengen-Raum beitragen.

## Lage
Die Brücke verbindet die nahe der  Državna cesta D8 gelegene Ortschaft Komarna auf dem Festland mit der Halbinsel Pelješac (bei Brijesta). Die in den Sommermonaten stark ausgelastete alternative Fährverbindung führt von Ploče nach Trpanj auf der Halbinsel Pelješac.
Auf Pelješac wurde eine neue, etwa 30 km lange Fernstraße gebaut, die den Verkehr von der Brücke zurück zur D8 bei Doli führt.

## Geschichte
Der ursprüngliche Entwurf sah eine Schrägseilbrücke mit zwei Pylonen, einer Spannweite von 568 m und einer Brückendurchfahrtshöhe von 55 m auf einer Breite von 440 m vor.
Nachdem am 24. Oktober 2007 mit dem Bau begonnen worden war, wurden wegen finanzieller Probleme die Arbeiten zunächst verlangsamt und im Jahr 2010 gestoppt. Am 17. Mai 2012 kündigte die sozialdemokratische Regierung unter Premier Zoran Milanović dann die Verträge mit dem ausführenden Konsortium um die Firmen Konstruktor-Inženjering, Viadukt und Hidroelektra niskogradnja. Das Projekt wurde damit zunächst auf unabsehbare Zeit aufgeschoben.
Da Kroatien seit dem EU-Beitritt am 1. Juli 2013 eine Lösung für die Verkehrsproblematik aufgrund des Neum-Korridors benötigte, war auch im Gespräch, an der Stelle der Brücke eine Fährverbindung aufzubauen. Auch eine Transit-Autobahn durch den Neum-Korridor ohne Grenzkontrollen und Einreisemöglichkeit nach Bosnien-Herzegowina wurde als Alternative gehandelt.
Inzwischen wurde ein neuer Entwurf der Brücke von Marjan Pipenbaher ausgearbeitet, der eine Extradosed-Brücke mit sechs Pylonen, Spannweiten von 285 m und einer unveränderten Durchfahrtshöhe von 55 m bei einer auf 200 m reduzierten Durchfahrtsbreite vorsah.
Bosnien-Herzegowina hatte dem Bauvorhaben im Januar 2017 zugestimmt. Obwohl die Brücke über kroatisches Gewässer führen sollte, hatte Bosnien-Herzegowina Bedenken bezüglich der Dimensionen des Bauwerkes. Eine zu klein dimensionierte Brücke hätte den einzigen bosnisch-herzegowinischen Zugang zum Mittelmeer im Hafen Neum beeinträchtigen können.
Nach einer Neuausschreibung des Projektes erklärte der kroatische Verkehrsminister Oleg Butković im April 2017, dass der Zuschlag im Sommer erfolgen werde und die Bauarbeiten im Herbst fortgesetzt und im Jahr 2022 abgeschlossen werden können. Die Kosten für die Brücke werden auf rund 420 Millionen Euro geschätzt. Am 7. Juni 2017 gab die Europäische Union bekannt, 85 % der Baukosten zu übernehmen.
Am 15. Januar 2018 entschied Hrvatske ceste, dass die von China subventionierte China Road and Bridge Corporation die Ausschreibung gewonnen hatte. Abgesehen vom niedrigsten Preis bot CRBC auch an, das Projekt sechs Monate eher als gefordert abzuschließen. Am 30. Juli 2018 wurde mit dem Bau der Brücke begonnen. Ende Juli 2021 wurde der Rohbau der Brücke durch den Lückenschluss planmäßig abgeschlossen. Das letzte Segment des Fahrbahnträgers wurde am 28. Juli 2021 eingehoben und verschweißt; in der darauffolgenden Nacht wurde der Lückenschluss mit einem großen Feuerwerk gefeiert.
Am 26. Juli 2022 wurde die Brücke eröffnet.
Am 25. Oktober 2024 wurde über oberflächliche Risse in mehreren der Stützpfeiler berichtet, die eine Sanierung erfordern, um den Bewehrungsstahl vor Korrosion durch Salz und Wasser des Meers zu schützen.

## Technische Ausführung
Die  Brücke steht in einem erdbebengefährdeten Gebiet, in dem Fels erst 80 m unter dem meist in 27 m Tiefe gelegenen Meeresboden ansteht. Die Gegend ist bekannt für die Bora mit ihren heftigen Stürmen. Die Bucht von Mali Ston mit ihrem klaren Wasser und großen Austernzuchtplätzen ist ein Natursonderreservat. Eine Extradosed-Brücke wurde den sich daraus ergebenden Anforderungen am besten gerecht.
Die Brücke ist insgesamt 2404 m lang und 22,5 m breit. Sie hat einen 3,40 m breiten, durch Leitplanken abgetrennten Mittelstreifen, auf dem die Pylonstiele und die Verankerungen der Schrägseile untergebracht sind. Die Fahrbahnen sollen in einen 3,50 m breiten Fahrstreifen, einen 2,50 m breiten Pannenstreifen und zwei 1 m breite Sicherheitsstreifen unterteilt werden. Auf den 1,55 m breiten erhöhten äußeren Randstreifen werden zwei hohe Windschutzzäune angebracht, damit die Brücke auch bei Sturm befahrbar bleibt. Zwischen diesen Zäunen verbleibt ein schmaler Weg für das Wartungspersonal. Der Verkehr auf der Brücke ist für eine zulässige Höchstgeschwindigkeit von 90 km/h ausgelegt.
Die Brücke hat 13 Öffnungen mit Pfeilerachsabständen von 84 + 2×108 + 189,5 + 5×285 + 189,5 + 2×108 + 84 m.
Sie hat sechs Pylone und sieben Pfeiler aus Stahlbeton. Die Pylonstiele sind insgesamt zwischen 82,5 und 98 m hoch und überragen die Fahrbahn um 40 m. Ihre Fundamente ruhen auf bis zu 124 m langen stählernen Bohrpfählen. In Höhe der Wasserfläche sind Verbreiterungen als Schiffsabweiser angebracht.
Der Fahrbahnträger besteht aus einem durchlaufenden stählernen dreizelligen Hohlkasten mit einem trapezförmigen Querschnitt und einer gleichbleibenden Bauhöhe von 4,5 m aus orthotropen Platten, der in Segmenten in China vorgefertigt und mit Schwergutschiffen (Heavy Load Carrier) zur Baustelle transportiert wurde.

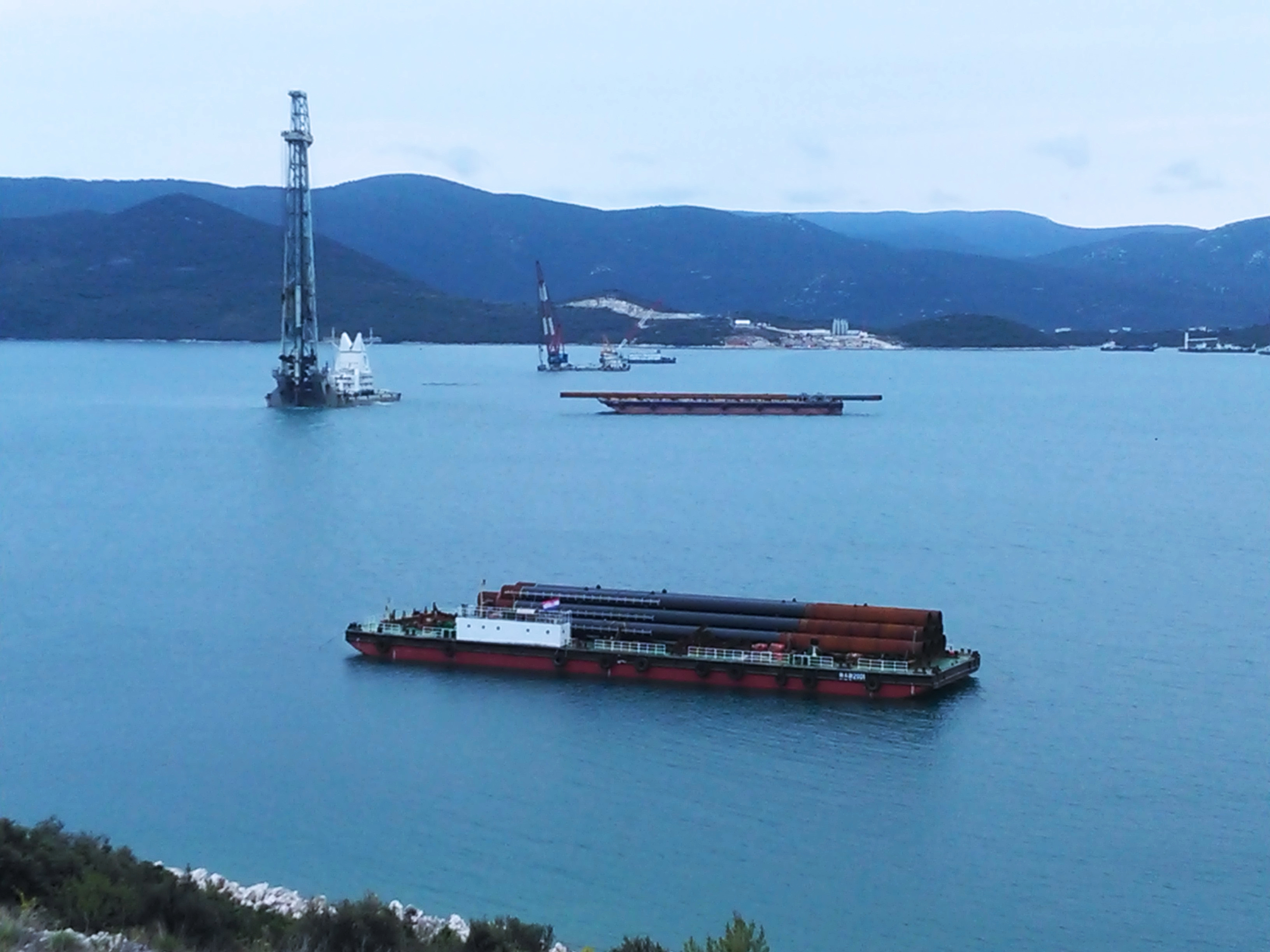
Baustelle 2019
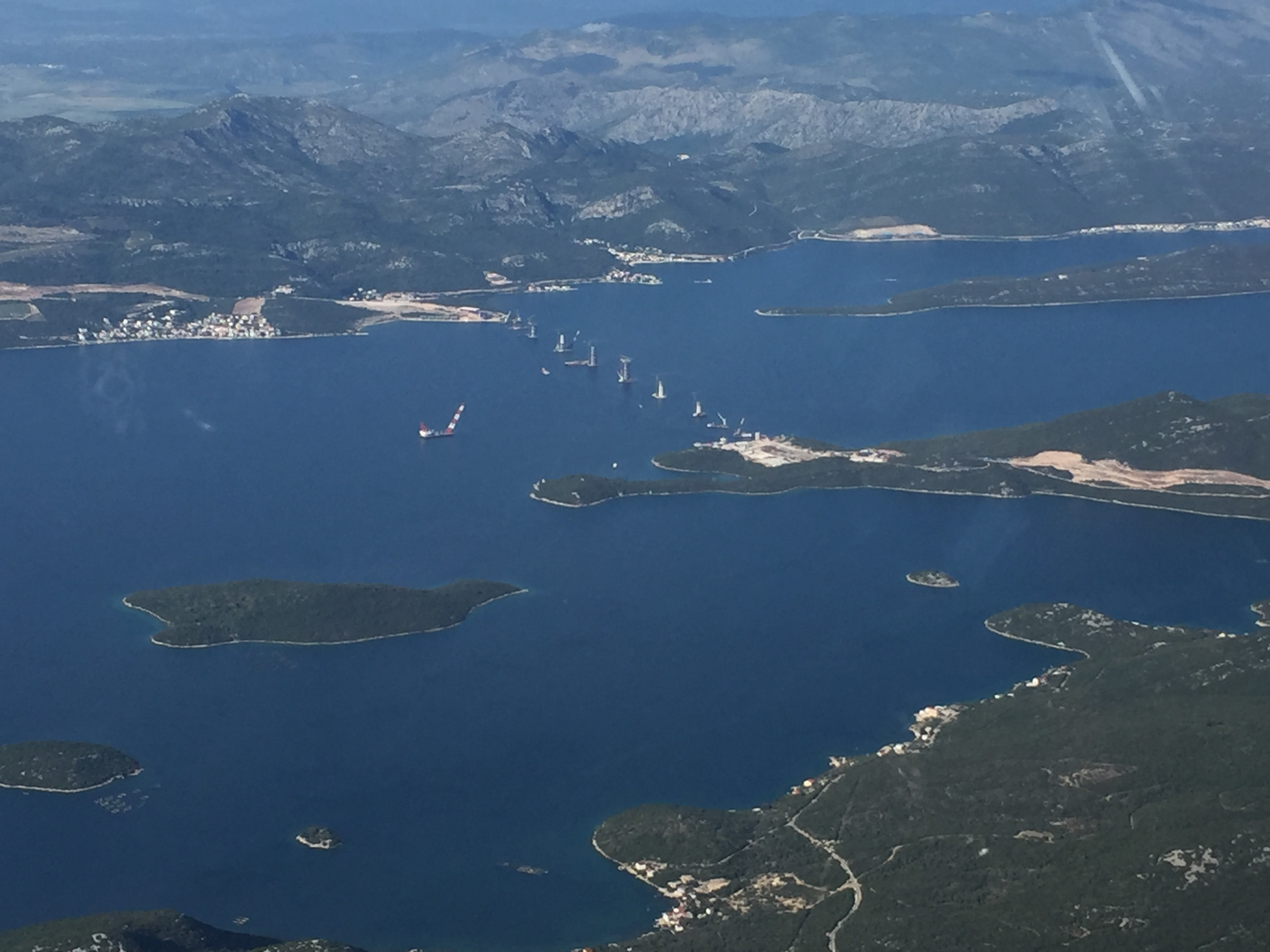
Baustelle 2020
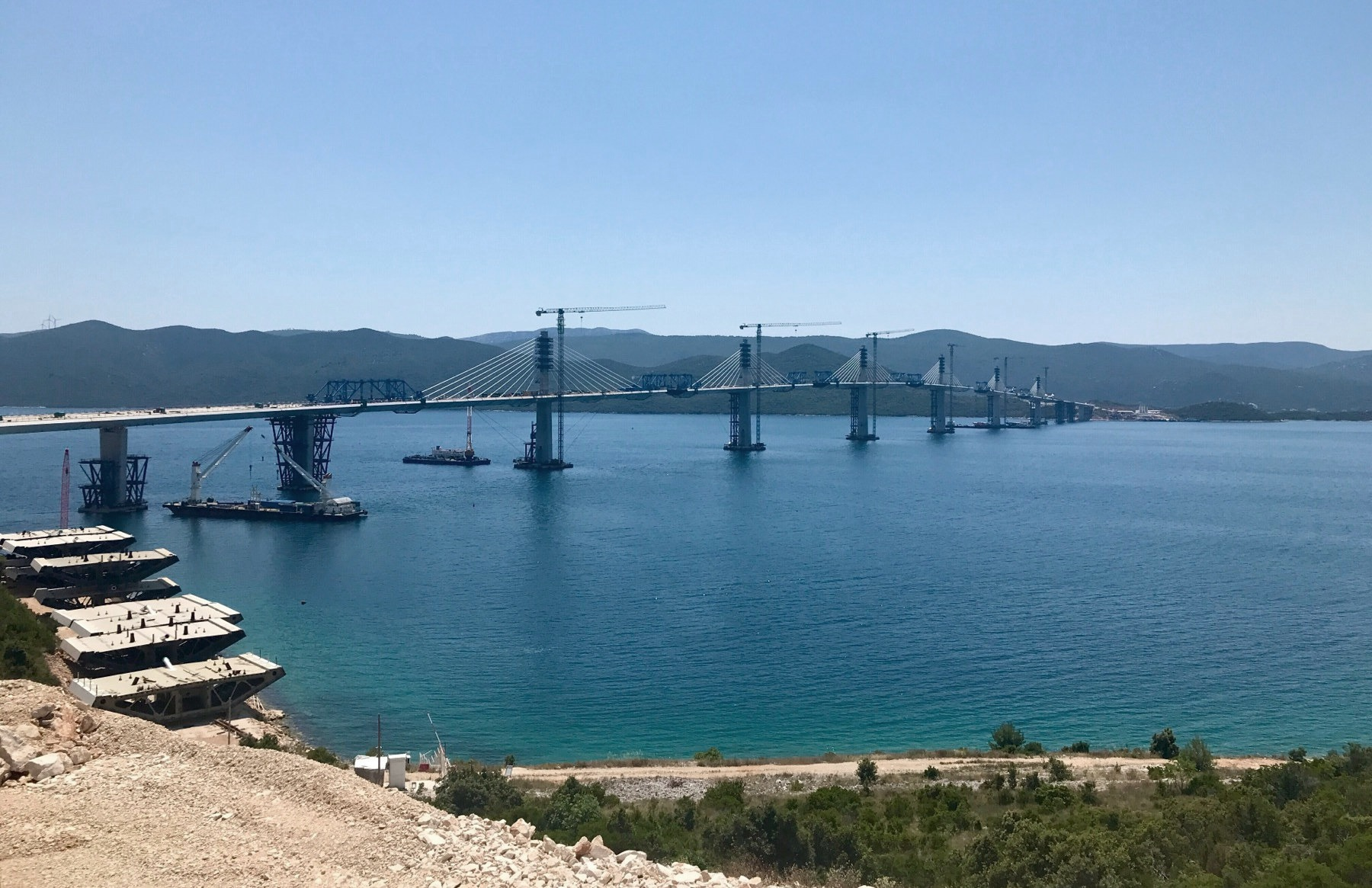
Baustelle Juni 2021
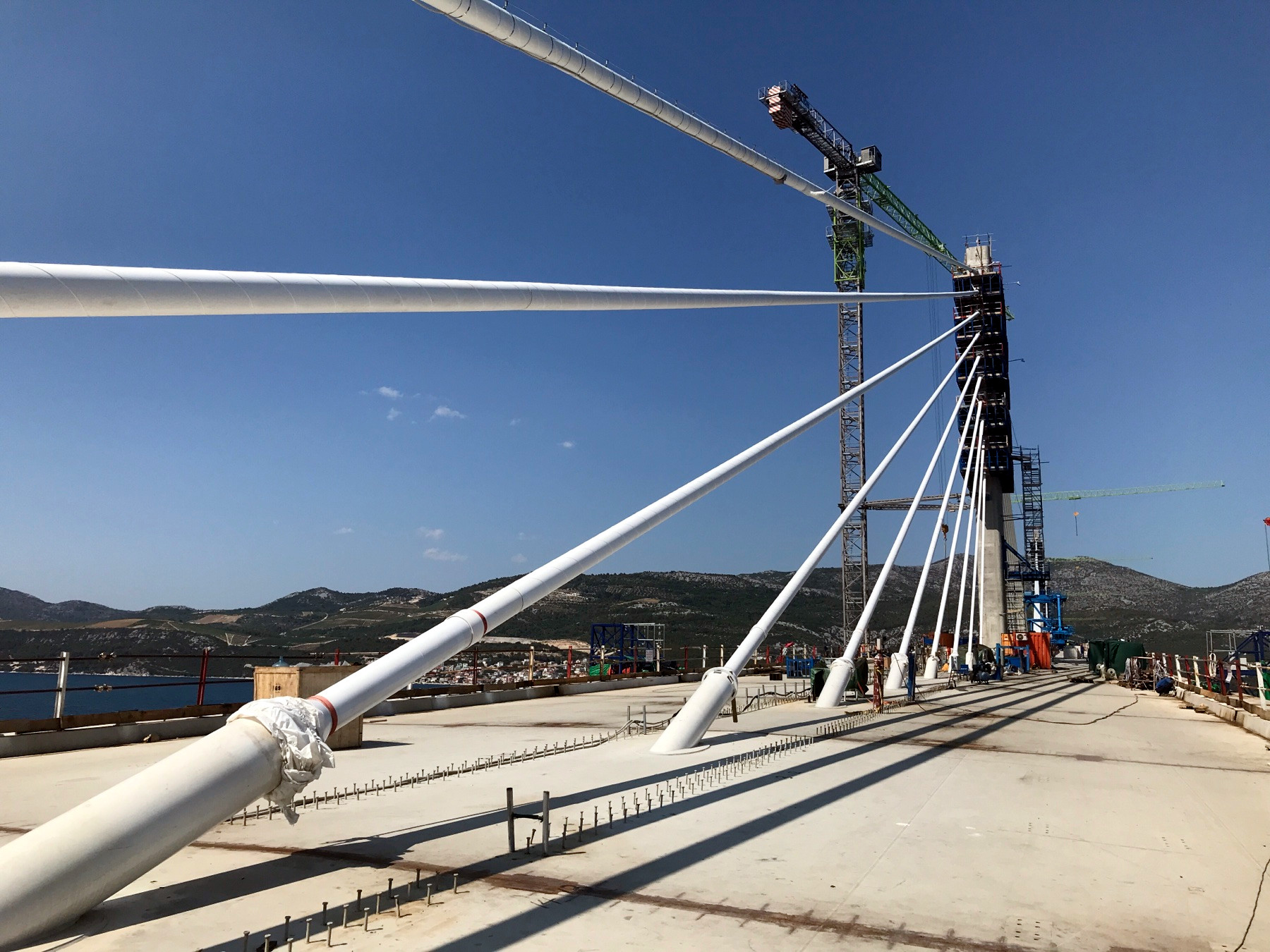
Baustelle Juli 2021
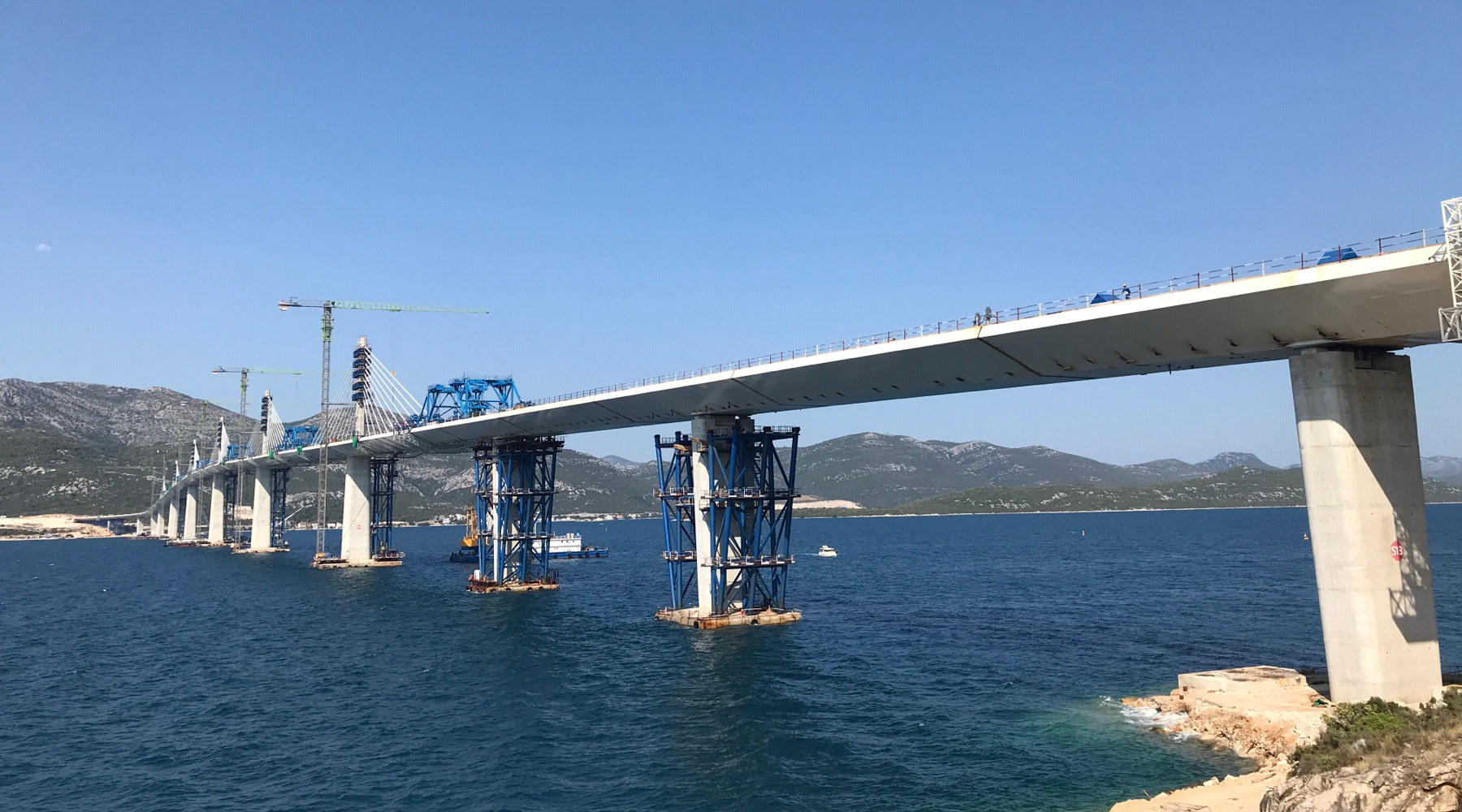
Baustelle Juli 2021